# Disque (signal)
Pour les articles homonymes, voir Disque.
Le disque est un signal ferroviaire de type SNCF.

## Définition
En signalisation lumineuse, le disque est présenté sous forme d'un feu jaune et d'un feu rouge, alignés verticalement ou horizontalement.
En signalisation mécanique, il est présenté sous forme d'une cocarde (tableau) ronde rouge, associé, pour une observation de nuit, à un feu rouge et un feu jaune sur une ligne horizontale ou verticale.

Le disque commande l'arrêt différé, c'est-à-dire immédiatement la marche à vue, puis si le conducteur ne rencontre pas de signal lui  commandant l'arrêt, de s'arrêter avant le premier quai ou appareil de voie rencontrés, à défaut au premier poste si un tel appareil de voie se trouve après le poste (ou si ce dernier n'en possède pas).
La marche peut ensuite continuer après une autorisation d'un agent-circulation.
Caractéristique particulière à la voie unique (VU) : si le disque précède une gare, il ordonne la marche à vue, l'arrêt au prochain appareil de voie rencontré puis (après reprise de la marche normale, conditionnée selon la situation au franchissement d'un signal de cantonnement ouvert, à la réception d'une autorisation de franchissement ou à la réception d'une autorisation de mise en mouvement ) l'arrêt à la gare qui suit.